# Femörefort

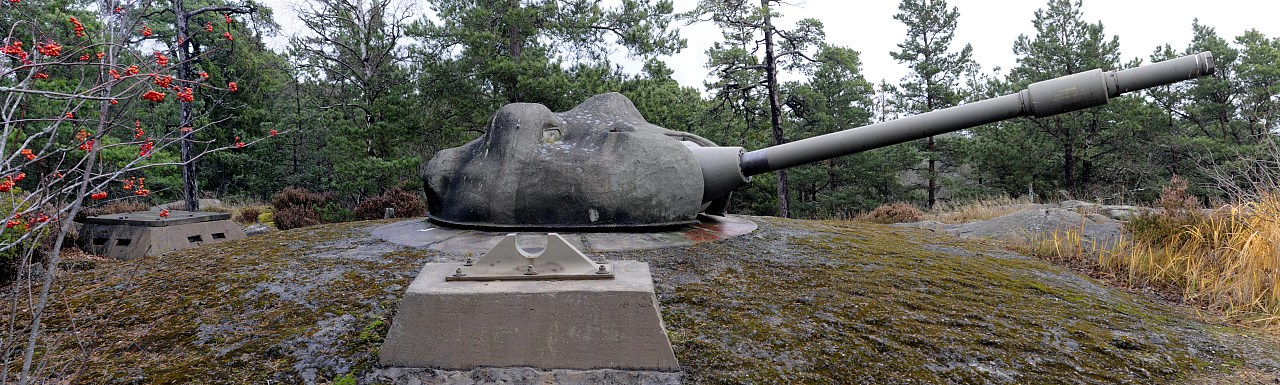
Een van de 7,5cm-kanonnen

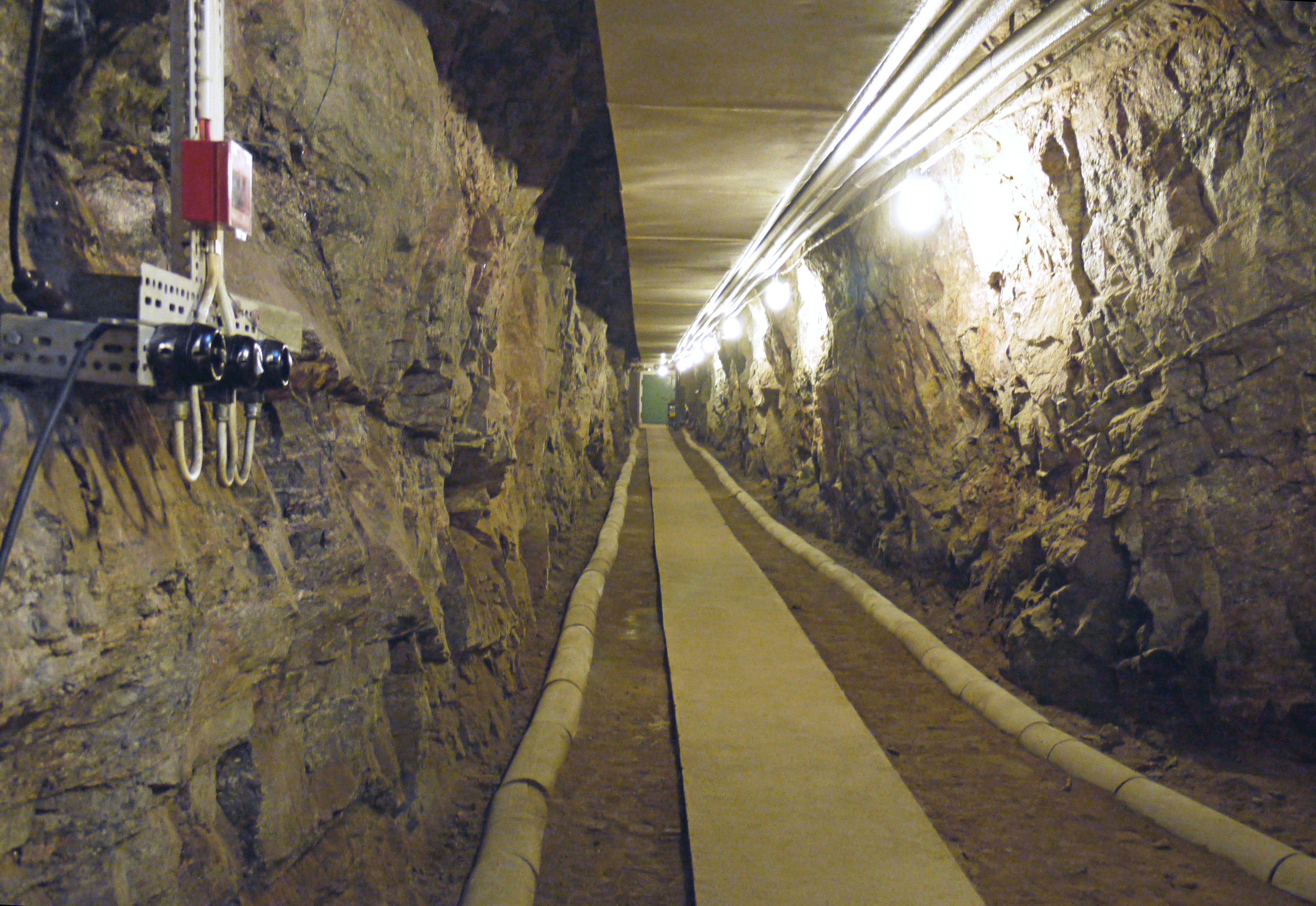
Een klein deel van de ondergrondse gangen

Het Femörefort (Zweeds: Femörefortet) ligt op de rotsen van het schiereiland Femöre ten zuidoosten van Oxelösund in Zweden.
Het complex is in 1966 in gebruik genomen en maakte onderdeel uit van de Zweedse kustartillerie. Het was onderdeel van een reeks van soortgelijke faciliteiten gebouwd in de jaren zestig en zeventig van de 20e eeuw als een verdediging tegen een mogelijke aanval van de Sovjet-Unie. Het fort werd buiten dienst gesteld in 1997. Het is behouden gebleven en is sinds 2003 opengesteld voor bezoek.
De bewapening bestond uit drie 7,5 cm m/57 kanonnen met een maximaal bereik van 13 kilometer. De kanonnen zijn in gepantserde koepels ondergebracht. Voor het richten van de kanonnen werd gebruikgemaakt van radar, maar ook van optische controle met behulp van periscopen. De bemanning bestond uit 70 man, waarvan 10 officieren. Het fort was zelfvoorzienend op het gebied van elektriciteit en water en kon een maand actief blijven indien afgesloten van de buitenwereld. Het is gebouwd om chemische wapens en tactische kernwapens te weerstaan. Het complex heeft een omvang van 3.300 m2 en de verschillende ruimten zijn met elkaar verbonden door tunnels met een totale lengte van 450 meter.